# Fontaine de Charonne
Fontaine de Charonne, även benämnd Fontaine Trogneux, är en fontän belägen i hörnet av Rue du Faubourg-Saint-Antoine och Rue de Charonne i Quartier de la Roquette i Paris elfte arrondissement. Fontänen, som ritades av arkitekten Jean Beausire (1651–1743), invigdes år 1721. Ur två lejonmaskaroner porlar vattnet. Trogneux syftar på en bryggmästare som hade sin verksamhet i området.
Fontaine de Charonne är sedan år 1995 ett monument historique.

## Omgivningar
- Saint-Antoine-des-Quinze-Vingts
- Place de la Bastille
- Opéra Bastille
- Bois de Vincennes
- Coulée verte René-Dumont
- Rue Crémieux
- Cour Viguès
- Cour Jacques-Viguès

## Bilder
| - En av fontänens lejonmaskaroner. |

## Kommunikationer
- Tunnelbana – linjerna    – Bastille
- Tunnelbana – linje  – Ledru-Rollin
- Busshållplats La Boule Blanche – Paris bussnät, linjerna 76 86